# Ferdinando Micheli
Ferdinando Micheli (Carrara, 12 gennaio 1872 – Torino, 13 maggio 1937) è stato un medico e patologo italiano.

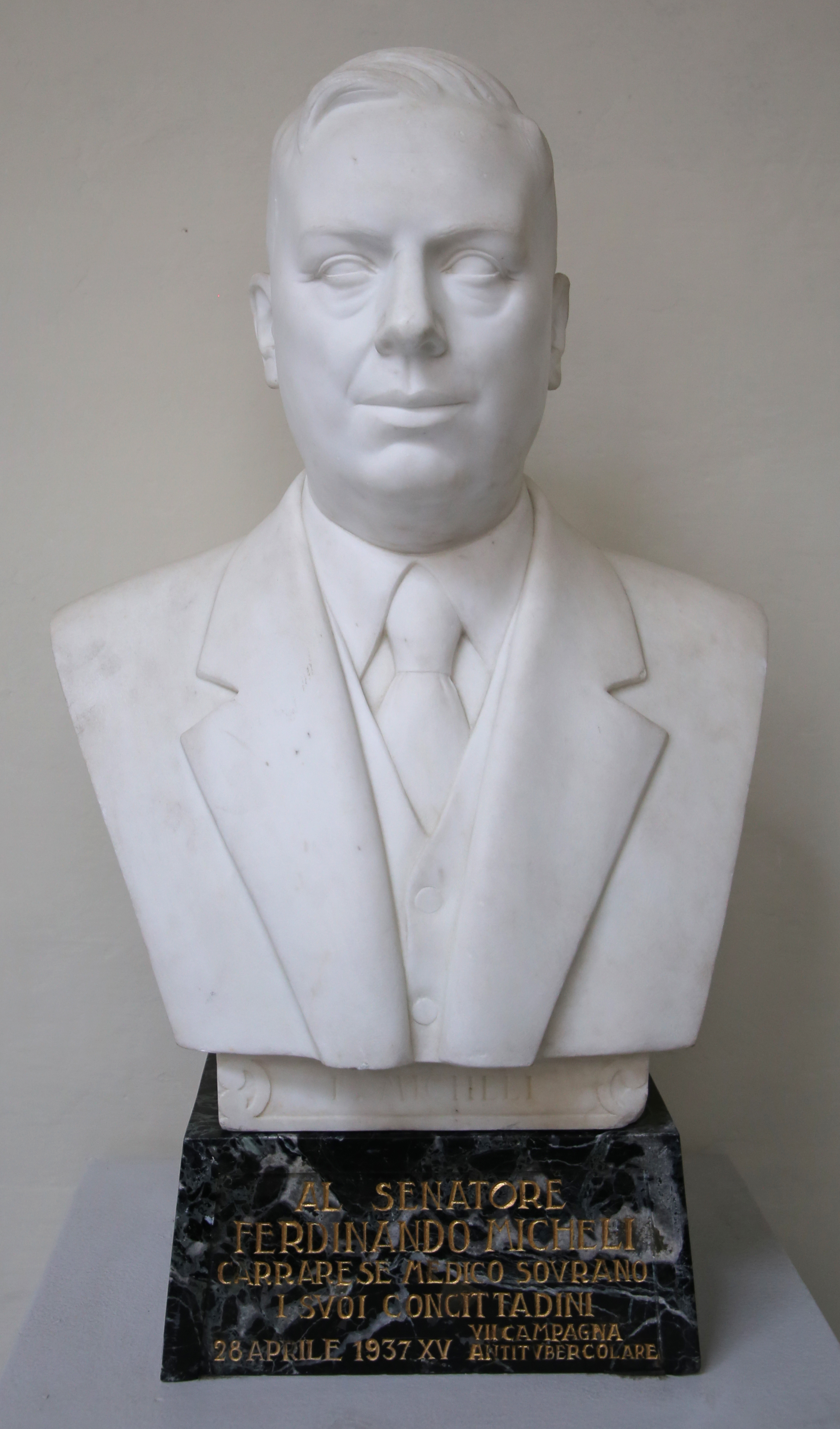
Benedetto Berti, busto di Ferdinando Micheli, 1943

Era figlio di Giuseppe, medico condotto, e di Aldegonda Pellini.

## Biografia
Conseguì a Torino la laurea in medicina e chirurgia nel 1895 e si avviò alla ricerca scientifica presso la clinica medica presso l'Università di Torino, diretta dal patologo Camillo Bozzolo, occupandosi in particolare di fisiopatologia.
Trascorse due anni a Vienna (1899-1900), prima presso la clinica medica di Edmund von Neusser e poi presso l'Istituto di anatomia patologica dell'Università di Vienna, diretto da Anton Weichselbaum. Rientrato in patria, divenne assistente effettivo presso la clinica medica dell'Università di Torino e nel 1904 divenne libero docente in patologia speciale medica.
Tra il 1900 e il 1912 si dedicò allo studio delle emopatie. Si occupò anche del morbo di Banti e delle splenomegalie. Riguardo alla prima dimostrò come le due forme descritte da Guido Banti non fossero altro che due fasi della stessa malattia. Separò anche alcune splenomegalie, come quelle luetiche e quelle tromboflebitiche, dimostrando che esse non potevano essere considerate facenti parte del morbo di Banti. Dedicò poi i suoi studi all'ittero cronico emolitico splenomegalico, per il quale propose anche una terapia chirurgica, che fu sperimentata con successo. Si occupò poi anche di ricerche sierologiche relative alla reazione di Wassermann. Compì anche importanti studi sulla tubercolosi e sull'immunità acquisita.
Nel 1912 ottenne per concorso la cattedra di clinica medica all'Università di Sassari, ma fu presto chiamato a ricoprire la cattedra e a dirigere l'istituto di patologia speciale medica dell'Università di Siena. Mantenne questo incarico fino al 1917, quando fu chiamato ad insegnare la medesima all'Università di Firenze, esercitandovi l'insegnamento della materia sino al 1920.
Partecipò alla prima guerra mondiale, con il grado di tenente colonnello medico, prestando la sua opera di medico presso l'ospedale militare di Torino. In questa veste dimostrò la notevole utilità di una contemporanea vaccinazione antitifica e anticolerica per via endovenosa. In questo periodò riuscì anche ad occuparsi con successo di batterioterapia ed etero-batterioterapia nelle infezioni tifoidi, di ittero castrense, di encefalite epidemica, di emoglobinuria parossistica a frigore, della proteinuria di Bence Jones.
Nel 1920 subentrò a Camillo Bozzolo, deceduto da poco, nella direzione della clinica medica della facoltà di medicina di Torino, rimanendovi in tale funzione per 17 anni e riprese ad occuparsi di patologie già a lui note. Grazie ai suoi studi in quel tempo, la splenomegalia emolitica, il cui complesso di sintomi era stato studiato da F. Rietti ed E. Greppi, porta oggi il nome Rietti-Greppi-Micheli. 
Analogamente, grazie ai suoi approfondimenti sull'emoglobinuria parossistica notturna, già studiata da Ettore Marchiafava, questa malattia porta oggi il nome di "sindrome di Strübing-Marchiafava-Micheli".
Il 9 dicembre 1933 fu nominato senatore del Regno. Morì a Torino il 13 maggio 1937. Era stato Medico della Real Casa di Savoia, membro del Consiglio superiore di sanità e di numerose società scientifiche, di varie accademie, fra le quali quella di Medicina  e quella delle Scienze di Torino. Amico dei Frassati - tra cui Alfredo, riformatore de "La Stampa" -, curò il futuro beato Pier Giorgio Frassati sul letto di morte, nel luglio 1925.
Diresse inoltre alcune riviste scientifiche, tra le quali la Gazzetta medica italiana, l'Archivio per le scienze mediche e Minerva medica.

## Opere
(elenco parziale)
- Influenza della temperatura degli ingesti sulle funzioni gastriche, in "Arch. italiano di clinica medica", XXXV [1896], pp. 205–224;
- Contributo alla conoscenza del pilorospasmo, in "La Settimana medica dello sperimentale", I [1896], pp. 289–293;
- Contributo allo studio del ricambio materiale nell'anchilostomoanemia, ibid., II [1897], pp. 341–345;
- Sulla febbre da iniezione di siero fisiologico, in "La Clinica medica italiana", XXXVII [1898], pp. 657–676;
- Immunità e potere patogeno, in "Per il XXV anno dell'insegnamento chirurgico di F. Durante nell'Università di Roma", Roma 1898, I, pp.
- Sul dosamento del fosforo organico nelle urine, in "La Riforma medica", XIII [1897], pp. 176–179
- Sulle iniezioni endovenose di ferro a scopo curativo, in "Giornale della R. Accademia di medicina di Torino", s. 3, XLV [1897], pp. 414–417, in collaborazione con L. Fornaca;
- Sulle iniezioni ipodermiche di olio d'oliva a scopo nutritivo, in "Lavori del Congresso di medicina interna. VIII Congresso, Roma 1898", pp. 429–432, in collaborazione con L. Fornaca;
- Ricerche cliniche sulle iniezioni endovenose di citrato di ferro ammoniacale, in "Gazzetta medica di Torino", I [1899], pp. 861–869, 901-908, 921-926, in collaborazione con L. Fornaca;
- Anemia grave e pseudoleucemia plasma cellulare, in "Arch. per le scienze mediche", XXVII [1903], pp. 349–368;
- I leucociti del sangue in condizioni normali e patologiche, in "Folia ematologica", III [1906], pp. 405–428;
- Della leucogenesi nella leucocitosi protratta, in "Il Morgagni", XLIX [1907], pp. 409–421;
- L'anemia perniciosa progressiva: reazioni ematopoietiche e sanguigne, in "Lavori del congresso di medicina interna". XXI Congresso
- Note ematologiche sulla malattia di Banti, in "Rivista di clinica medica", IV [1903], pp. 65–71, 81-86, 97-102;
- Sul morbo di Banti, in "Arch. per le scienze mediche", XXXIII [1909], pp. 352–377, 461-495, 514;
- Le splenomegalie primitive, Torino 1910, in collaborazione con C. Bozzolo
- Effetti immediati della splenectomia in un caso di ittero emolitico splectomegalico e acquisito tipo Hayem-Widal [ittero splenoemolitico], in "Clinica medica italiana", I [1911], pp. 453–468.
- Lo stato attuale della sierodiagnosi della sifilide, in "Pathologica", I [1908], pp. 107–113, 125-130, 185-194, 208-217, in collaborazione con L. Borelli;
- Osservazioni e ricerche sulla sierodiagnosi della sifilide, in "Rivista di clinica medica", IX [1908], pp. 289–297, 305- 312, in collaborazione con L. Borelli;
- Sulla sierodiagnosi della sifilide [reazione di Wassermann], in "Giornale della R. Accademia medica di Torino", s. 4, XIV (1908), pp. 16–19, in collaborazione con L. Borelli;
- Sul meccanismo della reazione di Wassermann, in "Arch. per le scienze mediche", XXXVII [1913], pp. 97–131
- Nuove osservazioni e ricerche sulla reazione meiostagminica, in "Biochimica e terapia sperimentale", II [1910], pp. 339–363, in collaborazione con F. Cattoretti;
- Sierodiagnosi dei tumori maligni colla reazione meiostagminica praticata con antigeni non specifici, in "Pathologica", II [1909-10], pp. 385–387, in collaborazione con F. Cattoretti;
- Reazione meiostagminica e narcosi, in "Giornale della R. Accademia medica di Torino", s. 4, XVII [1911], pp. 169–172, in collaborazione con F. Cattoretti;
- Teoria e pratica della reazione meiostagminica, in "Biochimica e terapia sperimentale", III [1911-12], pp. 464–468;
- Indicazione di operabilità nelle varie forme di splenomegalia, in "La Riforma medica", XL [1924], pp. 1084–1086;
- Splenomegalie emolitiche, in "Il Morgagni", LXXI [1929], pp. 2573–2599;
- Ricerche sulla forma itterica dell'ittero emolitico, in "Minerva medica", XXIII [1932], pp. 33–43;
- Anemia [splenomegalia] emolitica con emoglobinuria-emosiderinuria tipo Marchiafava, in "Haematologica", XII [1931], pp. 101–123.